# Conyers Middleton
Pour les articles homonymes, voir Middleton.
Conyers Middleton (27 décembre 1683 - 28 juillet 1750) est un ecclésiastique anglais, l'un des premiers théologiens rationalistes anglais.

## Biographie
Middleton naît à Richmond en 1683. Il fait ses études à une école à York et au Trinity College (Cambridge) à Cambridge. Il prend les ordres sacrés, et en 1706 obtient une bourse, dont il démissionne lors de la conclusion d'un mariage avantageux.  Il devient célèbre à cause de ses différends avec Richard Bentley, le maître du collège. En 1721 Middleton devient bibliothécaire principal de Cambridge. Il est le sujet de beaucoup de controverse à cause de sa Lettre de Rome, montrant une parfaite conformité entre la papauté et le paganisme (1729). Après une polémique avec Daniel Waterland sur l'exactitude historique de la Bible, il est attaqué de plusieurs côtés. Sa « Vie de Cicéron » (1741) lui apporte beaucoup d'attention, bien qu'il tire beaucoup de sa matière d'un livre de William Bellenden.
En 1749 il publie son Enquête libre sur les pouvoirs miraculeux, le plus important de tous ses écrits. Dans la lutte contre la croyance dans les pouvoirs miraculeux, Middleton, montre indirectement de deux importantes propositions. Il montre que les miracles ecclésiastiques doivent être acceptés ou rejetés dans la masse, et il distingue entre le respect dû aux Pères de l'Église en raison de leur perspective sur les croyances et les pratiques de leur temps et leur crédibilité faible comme témoins à des évènements miraculeux. Il meurt à Hildersham, près de Cambridge.

## Œuvres
- Lettre de Rome, montrant une parfaite conformité entre la papauté et le paganisme (1729)
- Vie de Cicéron (1741) traduite en français par l'abbé Prévost Histoire de Ciceron, tirée de ses ecrits et des monumens de son siècle. Chez Didot, à Paris 1743, 4 tomes.
- Enquête libre sur les pouvoirs miraculeux (1749)

## liens externes
- Ressources relatives aux beaux-arts :   - British Museum
  - National Portrait Gallery
- Notices dans des dictionnaires ou encyclopédies généralistes :   - Deutsche Biographie
  - Oxford Dictionary of National Biography
  - Treccani
- Notices d'autorité :   - VIAF
  - ISNI
  - BnF (données)
  - IdRef
  - LCCN
  - GND
  - CiNii
  - Espagne
  - Belgique
  - Pays-Bas
  - Pologne
  - Israël
  - NUKAT
  - Suède
  - Vatican
  - Australie
  - Norvège
  - Tchéquie
  - WorldCat